# Ukhtà

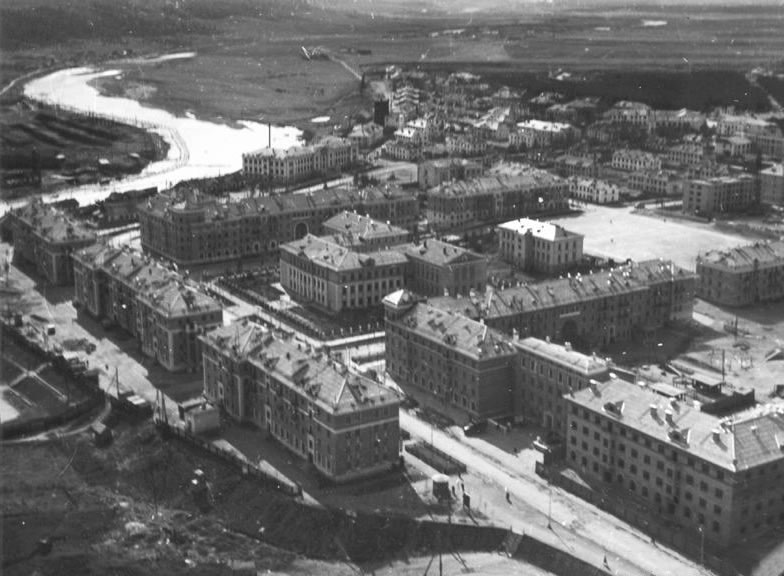
Ukhta a la dècada de 1950

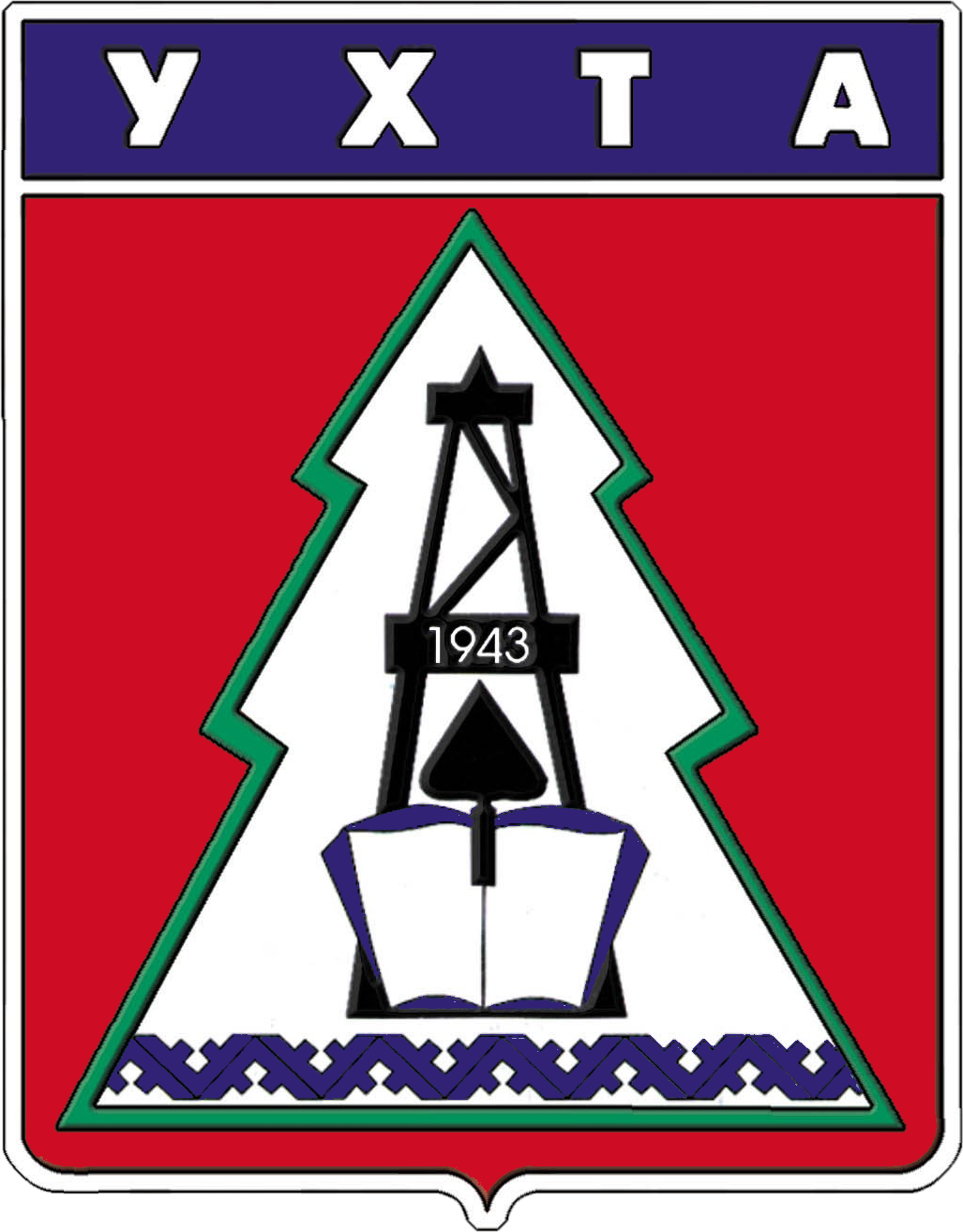
Escut

Ukhtà o Ukhta (en rus: Ухта; en komi: Уква, Ukva) és una ciutat industrial de Rússia en la República de Komi. Compta amb un aeroport.
Hi ha jaciments de petroli al llarg del riu Ukhtà que ja es coneixien al segle xvii. A mitjans del segle xix començà l'extracció de petroli, cosa que la converteix en la primera explotació petroliera de Rússia. Gran part del petroli es refina a la mateixa ciutat i l'altra s'envia per un oleoducte a la resta de Rússia.
La ciutat va ser fundada el 1929 amb el nom de Chibyu, i des de 1939 es coneix com a Ukhtà. El títol de ciutat el va rebre el 1943, quan va quedar unida pel ferrocarril de Petxora.
Per l'expansió de la ciutat es van utilitzar presoners polítics forçats en les dècades de 1940 i 1950.

## Clima
Ukhta té un clima continental subàrtic amb hiverns freds i estius curts i càlids. Comparada amb altres àrees de Sibèria situades a una latitud similar, els hiverns no són tan extrems, però igualment són molt més llargs que els estius i molt freds.